# Anne Vallée
Anne Vallée, (Québec, 26 juillet 1958 - Île Triangle, Colombie-Britannique, 31 juillet 1982) est une biologiste québécoise. Elle fut l’une des premières biologistes à observer l’impact des changements climatiques sur les populations animales.

## Biographie
Née à Québec, Anne Vallée complète en 1979 un baccalauréat en biologie à l’Université Laval avant de poursuivre des études supérieures à l'Université de la Colombie-Britannique comme boursière du Conseil de recherche en sciences naturelles et en génie du Canada. Ayant choisi comme sujet de recherche les macareux huppés, à partir de 1980, elle passe ses étés sur l’île Triangle, une réserve écologique située dans l’océan Pacifique au nord de l’île de Vancouver. Elle décède accidentellement sur l’île Triangle au cours de l’été 1982. Ses travaux furent inclus à titre posthume dans un article de Gjerdrum et al. (2003).* 

## Hommages
À la suite de son décès, la famille et les amis décident de créer le Fonds écologique Anne Vallée, avec objectif de favoriser la recherche sur les problèmes de l’écologie animale face à la présence de l’homme et face à ses activités forestières, agricoles, maritimes, touristiques et autres. De 1983 à 2011, 45 bourses ont été décernées à des chercheurs étudiants du Québec et de la Colombie-Britannique.
En 1983, le gouvernement de la Colombie-Britannique décide de renommer la réserve écologique de l’île Triangle Anne Vallée Triangle Island Ecological Reserve.
En 2002, Alison Watt publie le livre The Last Island, A naturalist’s Sojourn on Triangle Island, où elle relate son expérience de l’été 1980 où elle assistait Anne Vallée dans ses travaux sur les macareux huppés. En 2003, ce livre se mérite le prix Edna Staebler pour une création non-romanesque (creative non-fiction).
En 2006, dans le cadre de l’harmonisation du nom des rues de la ville de Québec à la suite de la fusion municipale, la ville de Québec accepte la proposition d’un groupe de citoyens de renommer la rue Quatre-Saisons de l’arrondissement Sainte-Foy–Sillery, rue Anne-Vallée.